# Georgia Fuerte
Georgia Fuerte (en georgiano: ძლიერი საქართველო) es una coalición electoral georgiana para las elecciones parlamentarias de 2024 en las que se integran Lelo por Georgia, Para la Gente, el movimiento Plaza de la Libertad y Ciudadanos. Dado que las coaliciones electorales están prohibidas en el país, la coalición se presenta en la lista de Lelo y su número electoral es el 9.

## Ideología
El 5 de septiembre de 2024, la coalición Georgia Fuerte presentó en Saguramo, cerca de la estatua de Iliá Chavchavadze, su plan electoral, denominado "El camino de Iliá". La coalición anunció que introduciría visados para los ciudadanos rusos en Georgia, restringiría los vuelos directos con Rusia y prohibiría la venta de tierras agrícolas a los rusos. Prometió impulsar la construcción del puerto de aguas profundas de Anaklia y crear "200 mil nuevos puestos de trabajo", aunque no especificó qué medidas se tomarían para lograr este objetivo. También prometieron introducir un fuerte impuesto al juego y utilizar los fondos presupuestarios aumentados para aumentar las pensiones. Anna Dolidze, del socialdemócrata Para la Gente, presentó un plan para aumentar los ingresos medios y fijar el salario mínimo en 1000 GEL, que se lograría en cooperación con "las empresas, las pequeñas y medianas empresas". Levan Tsutskiridze, líder del movimiento Plaza de la Libertad, se centró en la reforma educativa. La coalición prometió una mayor integración europea, prometiendo establecer un ministerio especial para impulsar la adhesión de Georgia a la UE, aumentar el comercio con la UE y crear mayores oportunidades para que los jóvenes se trasladen a los países europeos a través de programas de intercambio de estudiantes.
El líder de la coalición, Mamuka Jazaradze, ha expresado su apoyo a la propuesta del partido gobernante Sueño Georgiano de convertir a la Iglesia ortodoxa de Georgia en religión estatal en Georgia, aunque también afirmó que "Georgia no existe ni existirá sin la Iglesia ortodoxa georgiana".

## Historia
El 17 de julio de 2024, tres partidos de la oposición (Lelo para Georgia, Para la Gente de Anna Dolidze y el recién creado Plaza de la Libertad) anunciaron su alianza antes de las elecciones parlamentarias de octubre. Mamuka Jazaradze, de Lelo para Georgia, describió las próximas elecciones del 26 de octubre como un momento decisivo, afirmando que la elección es entre permanecer bajo "el yugo del ocupante" o entrar en "el mundo libre" con dignidad, unidos. Anna Dolidze reconoció que existen opiniones diferentes dentro de la alianza, pero destacó que la diversidad refleja la fuerza de las tradiciones de Georgia, comparándola con el canto polifónico georgiano. Por su parte, Levan Tsutskiridze, del movimiento Plaza de la Libertad, enfatizó que su unidad responde a una demanda del electorado georgiano, que apunta a terminar con el cinismo y las mentiras en la política, y hacer la transición de un sistema de partido único a una democracia multipartidista.
Los partidos de la coalición son signatarios de la Carta de Georgia iniciada por la presidenta Salomé Zurabishvili con el objetivo de unir a los partidos de oposición prooccidentales y establecer objetivos para un posible futuro gobierno.
Al inaugurar su nueva sede, la coalición anunció que contaban con David Gamkrelidze, exdiputado y exlíder del Partido Nuevas Derechas, para liderar el equipo de campaña. Sin embargo, Gamkrelidze puntualizó que este papel no implicaba su retorno a la vida política.
En una sesión informativa especial celebrada el 16 de septiembre de 2024, Salomé Zurabishvili destacó la necesidad de un “tercer centro positivo” para ofrecer a los votantes indecisos y de tendencia opositora una opción más clara y anunció reuniones para crear una coalición de dos fuerzas de la oposición: Georgia Fuerte y Para Georgia, del ex primer ministro Giorgi Gajaria. Invitó a los líderes de ambos partidos el 17 de septiembre a la residencia presidencial para completar los pasos finales de las negociaciones. Zurabishvili concluyó afirmando: “Estoy seguro de que esto es lo que la sociedad espera de ustedes”. Al día siguiente, después de una reunión en la administración presidencial, Jazaradze señaló que, si bien persisten algunas cuestiones técnicas, tanto él como Gajaria están unidos en su objetivo de sacar del poder al partido gobernante Sueño Georgiano. Subrayó la urgencia de elegir entre un camino alineado con Rusia o un futuro integrado con Europa. Gajaria mencionó que Jazaradze había solicitado tiempo adicional para aclarar su postura, indicando que las negociaciones aún estaban en curso. Gajaria reafirmó el compromiso de su partido de priorizar el camino democrático de Georgia. Expresó su gratitud a la presidenta por facilitar el diálogo y destacó las próximas elecciones como cruciales para evitar que un solo partido domine la política georgiana. El 19 de septiembre, Para Georgia anunció a través de Facebook que las negociaciones fracasaron, citando desacuerdos internos dentro de Georgia Fuerte. Sin embargo, Mamuka Jazaradze refutó esta afirmación, diciendo que Georgia Fuerte estaba lista para firmar el acuerdo, pero estaba esperando la invitación del presidente para finalizarlo. La alianza tenía como objetivo desafiar el dominio del partido gobernante Sueño Georgiano y el opositor Movimiento Nacional Unido, lo que podría atraer a votantes indecisos. A pesar de esto, los desacuerdos, en particular sobre el pasado controvertido del ex primer ministro y las cuestiones de representación igualitaria en la lista conjunta del partido, llevaron a la ruptura.
El 25 de septiembre, Georgia Fuerte confirmó en un acto en Gori que el cuarto presidente del país, Giorgi Margvelashvili, se había unido a la coalición. En el acto, el expresidente afirmó que la coalición era "lo que los votantes han estado esperando durante mucho tiempo, diferente de las dos fuerzas políticas pasadas" .